# Taylor Vixen
Jessica Michele Hatfield beter bekend onder haar pseudoniem Taylor Vixen (Dallas, 25 oktober 1983) is een Amerikaans pornografisch actrice. Ze debuteerde in 2009, mede dankzij haar verschijning in de Penthouse als Pet of the Month. Zij werd 2010 Penthouse Pet of the Year.

## Carrière
Taylor Vixen werd geïnteresseerd in een pornografische carrière, na het zien van de 2008 Pet of the Year-aankondiging op televisie. Ze begon haar carrière door zelf foto's te maken en ze naar tijdschriften te sturen. Ze stond in de 40e verjaardag-editie van de Penthouse als Pet of the month.
Aan het eind van het jaar stond ze bekend als 2010 Penthouse Pet of the Year en werd ze genomineerd voor een prijs door Adult Video News voor Best All-Girl Couples Sex Scene (beste seksscène bestaande uit alleen vrouwelijke koppels), samen met Franziska Facella, voor hun werk in de film Woman Seeking Women 55. In april 2010 was ze presentatrice in de 26e prijzenceremonie van de X-Rated Critics Organization.
Ze is twee keer in de Howard Stern Show geweest. Ook was ze te zien in de Naughty Show.

## Filmografie
- Taylor Vixen's A Lesbian (2017)
- Tasty Taylor (2014)
- Taylor Vixen's House Rules, Sorority Editon (2012)
- Girls Who Want Girls (2010)
- Asian Eyes (2010)
- Girls Love Girls (2010)
- Guide to Getting Girls (2010)
- Molly's Life Vol. 3 (2009)
- The Sex Files: A Dark XXX Parody (2009)
- Women Seeking Women 55 (2009)
- All Night at the DDD Diner (2009)
- Girl Play (2009)
- Lesbian Nation (2009)
- Lia's First Time (2009)
- Pussy Eating Club 2 (2009)
- Sadie and Friends 5 (2009)
- Superhero Sex Therapist (2009)
- The Contessa's Chateau of Pleasure (2009)